# Kølholm
Kølholm er en ubeboet ø i Roskilde Fjord syd for Frederikssund . 